# Teorie rozwoju osobowości
W tym artykule zostaną zaprezentowane różnorodne, psychoanalityczne teorie rozwoju osobowości człowieka.

## Wstęp
Psychologia od dawna szukała odpowiedzi na pytanie dlaczego psychika jednego i drugiego człowieka różni się tak bardzo. Jednolita teoria rozwoju osobowości, którą można by wytłumaczyć wszystkie zachowania była niezwykle kusząca.
Formalizacji i unifikacji pojęcia osobowości jako pierwszy podjął się Pierre Janet. Traktuje on owo pojęcie jako fenomen, którego wytworzenie zmusza do pozbycia się chociaż części instynktów i automatyzmów, kierujących życiem na początku jego bytności. W zakres osobowości wchodzą wszystkie emocje, uczucia, zachowania kreujące poglądy, które przeszły proces deliberacji z samym sobą i konfrontacji z rzeczywistością. Te zachowania, które sprzeciwiają się tendencjom naturalnym, instynktownym tworzą osobowość, wyodrębniając, indywidualizując jednostkę. Rozwój osobowości, według Janet jest wyodrębnianiem cielesnym i społecznym. Efektem tego jest przede wszystkim indywidualne, psychicznie niezależne, postrzeganie świata.

## Teorie psychoanalityczne

### Teoria Freuda
Pierwszą zwartą i dużo bardziej rozbudowaną niż poprzednie, teorią psychoanalityczną przedstawiającą rozwój osobowości była koncepcja Sigmunda Freuda. Zwrócił on uwagę, że niebywale ważnym okresem życia jest dzieciństwo, którego okresy muszą być przeżyte w ściśle określonych zasadach, utrwalone błędy (fiksacje) powodują bowiem nieodwracalne, określone cechy w dorosłym życiu.

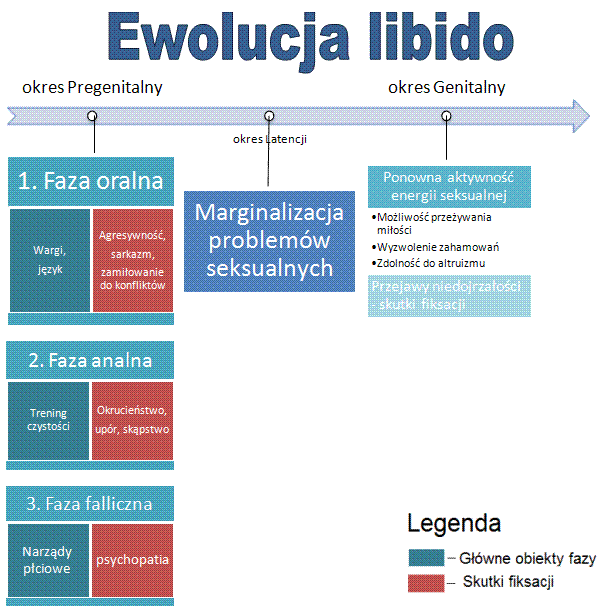
Ewolucja libido według Freuda

Według niego, osobowość rozwija się w sposób ciągły, ale najbardziej znaczącym okresem jej formowania jest okres między 1 a 5 rokiem życia. Wedle Freuda - co charakterystyczne - mechanizm przemian rozwojowych polega na ewolucji popędu seksualnego, a jego istota na zmianie sfer w których się manifestuje, oraz sposobów jego kontroli lub zaspokajania. Główną rolę w przemianach odgrywa relacja tzw. zachowań elementarnych, czyli instynktownych, ze światem zewnętrznym, który poddaje owe zachowania naciskom, a ich posiadacza - określonym, kategorycznym wymaganiom.
Prowadzi to do zastępowania przedmiotów wywierających nacisk na emocje (przedmiotów katektycznych) innymi, co w rezultacie kończy się przenoszeniem doznań ze sfery seksualnej na sferę psychiczną.
Ewolucja libido wedle Freuda (skrótowe przedstawienie obok) zachodzi w następujący sposób:
1. Okres pregenitalny (między 1 a 5 rokiem życia):
  1. faza oralna - na pierwszy plan wybija się tutaj dążenie do zaspokojenia głodu i szukanie przyjemności poprzez wargi ust oraz język. Jest to faza ścisłej symbiozy z matką. Fiksacja oralna jest przedmiotem sporów. Niektórzy uważają, że prowadzi do cech takich jak agresywność oralna, tendencja do sarkazmu oraz zamiłowanie do dyskusji[1] inni, jak Freud twierdzą, że jest to raczej palenie, skłonność do gadulstwa oraz chęć nadmiernego jedzenia i picia.
  2. faza analna - Koncentruje się na treningu czystości, czyli wymuszaniem przez rodziców wstrzymywania swoich potrzeb fizjologicznych, a co za tym idzie czerpania, w pewnym sensie, przyjemności quasi-seksualnej z tego powodu. Okres ten jest bardzo ważny, ponieważ fiksacja analna doprowadzić może do tendencji destrukcyjnych, skłonności do okrucieństwa, uporu i skąpstwa.
  3. faza falliczna - czas połączenia różnych popędów, pod prymatem narządów płciowych. Okres ten wiąże się z pierwszymi próbami masturbacji. Dochodzi też do przeżywania kompleksu Edypa. Jest to zdecydowanie decydujący okres w życiu człowieka. Pozytywne rozwiązanie skutkuje prawidłową identyfikacją płciową. W tej fazie dochodzi też do wytworzenia się superego oraz sumienia. Dziecko próbuje bardziej racjonalnie tłumaczyć świat.
2. Okres latencji (między 6 a 12 rokiem życia):
  1. faza latencji - w tym okresie następuje względna stabilizacja i uharmonizowanie popędów płciowych. Na pierwszy plan wychodzi socjalizacja grupowa, zdobywanie wiedzy, rozwój fizyczny. Jest to związane z marginalizacją roli rodziców w życiu dziecka. Potrzeby i pytania skierowane są do świata zewnętrznego, a nie, jak było dotychczas - do rodziców, którzy są w pewnym sensie jedynymi osobami z którymi dziecko może się identyfikować.
3. Okres genitalny (między 13 a 15 rokiem życia):
  1. faza genitalna - jest to ponowne uaktywnienie się popędu seksualnego, który odgrywa najważniejszą rolę. Jako prawidłowy proces powinien nieść za sobą umiejętność miłości, wyzwolenia z zahamowań oraz pojawienia się zdolności altruizmu. Brak dojrzałości pod tym względem, jest dla szkoły freudowskiej oznaką fiksacji na którejś z faz (najczęściej fallicznej).

Teoria Freuda zainteresowała Melanie Klein, lecz ona skierowała raczej swoją uwagę na dramat obiektywizacji. Połączony z matką, próbuje skierować uwagę całego świata tylko na sobie, lecz spotyka się z dramatyczną wieloznacznością rzeczywistości. To prowadzi do przeżywania skrajnych emocji, ale w rezultacie - do wchodzenia na wyższe pozycje psychiki. Teoria Klein jest więc niejako uzupełnieniem teorii Freudowskiej, która nie dość dokładnie tłumaczy jak to się dzieje, że poszczególne fazy faktycznie się zmieniają.

### Neofreudyści
Na uwagi Klein zwróciło uwagę bardzo wielu psychoanalityków, teoria relacji dziecka z otoczeniem stała się głównym obiektem zainteresowań. Utworzyło się kilka oddzielnych frakcji:
- Pierwsza, reprezentowana przez klasyczną szkołę Freudowską uznawała, jak zostało powiedziane powyżej, wszelki rozwój za skutek rozwoju seksualnego, a wszelkie przedmioty były temu odruchowi przyporządkowane.
- Druga grupa, której najbardziej znanym przedstawicielem był Alfred Adler skoncentrowała się, na tzw. poczuciu mocy, która była powodowana przez bezradność okresu dziecięcego, a która manifestowała się chęcią dominacji, posiadania przewagi.
- Grupa trzecia, gdzie przodował Carl Jung, uważała, że największą rolę w relacjach z obiektem należy przypisać symbolice oraz uniwersalnym predyspozycjom, czyli archetypom dziedziczonym. Są one, wedle naukowca wspólne wszystkim ludziom, a więc przekazywane nieświadomie i wcielane w życie nie napotykając oporu.
- Czwarta frakcja, na czele z Erichem Frommem oraz Karen Horney opowiedziała się nie tyle za jakimś szczególnym "pierwotnym impulsem" rozwoju, jak było u wcześniej cytowanych autorów, ale raczej przeciw Freudowskiej koncepcji oddziaływania czynników fizjologicznych i biologicznych, zwracając większą uwagę na oddziaływanie społeczne.

#### Matka u Spitza i Winnicott'a
R. Spitza, rozwinął teorię o roli matki w kształtowaniu się osobowości dziecka. W badaniach longitudinalnych śledził on te zależności, formułując tzw. teorię organizatorów świata.
1. Twarz ludzka - wyodrębniona z całości, powoduje że dziecko próbuje złapać kontakt uśmiechem.
2. Twarz matki - powoduje poczucie bezpieczeństwa
3. Zachowanie matki - najważniejszy organizator przede wszystkim ze względu na udział psychiczny, jaki musi wykazać dziecko. Między matką a małym człowiekiem, rodzi się specjalny kod, umożliwiający odpowiednie porozumienie. Matka stanowi nie tylko jednak źródło zaspokojenia, ale też frustracji, ponieważ kształtuje superego dziecka, które "walczy" z id o dominacje.

Rozwój w teorii Winnecotta

Myśli Spitza zmodyfikował Donald W. Winnicott. Jego zdaniem matka, tworzy u dziecka pierwszy obraz świata zewnętrznego. Noworodek sam dla siebie nie istnieje, jest całkowicie uzależniony od rodzicielki. Jej natura jednak sprawia, że może zacząć swój rozwój. Dzięki matce zapoczątkowuje się relacja z samym sobą, odczuwanie własnych popędów i możliwość ich modyfikacji, możliwość obiektywnej relacji z rzeczywistością.
Po okresie "czułej adaptacji" dziecko wchodzi w okres małych wymagań stawianych przez rodziców. Fakt, że nie wszystko jest podporządkowane jemu, powoduje frustrację, która jest kulminacyjnym momentem procesu. Matka bowiem tworząc deziluzje pomaga dziecku w przezwyciężeniu bezradności i wytworzeniu poczucie mocy. Ono z kolei uczy się czerpać satysfakcję z doznanych lub wykreowanych rzeczy, a to sprawia, że w końcu godzi się ze światem. Zgoda może jednak zajść tylko wtedy, gdy "ja" jest w pełni zintegrowane.
Co charakterystyczne więc, u Winnicotta wykształcenie osobowości nie polega na procesach wyodrębniania "ja" ze świata, nie jest procesem w którym poszczególne fazy zachodzą gwałtownie - jak u Freuda. Jest wykształceniem, nabyciem relacji ze światem, a głównym i niezbędnym czynnikiem pozwalającym na to, jest osoba matki.

#### Erikson i otoczenie obiektu
Angielski psychoanalityk, Erik Erikson, zburzył dotychczasową strukturę freudowskiej teorii osobowości. Przede wszystkim, według niego osobowość kształtuje się przez całe życie, a nie tylko przez kilka pierwszych lat. Stworzył on więc koncepcję ośmiu stadiów psychicznych, w jakich znajduje się człowiek. Mają one zawsze charakter wewnętrznego konfliktu, którego względne rozwiązanie (bo nie da się rozwiązać całkowicie) prowadzi do coraz większego formowania się charakteru, a to determinuje dalszą bytność. Konflikty powodowane są przede wszystkim sprzecznością interesów między superego (nakierowanie na wartości kulturowo oczekiwane) a id (próba realizowania czynności elementarnych). Rolę rozjemcy pełni tutaj ego. Załagodzenie konfliktu zależy od otoczenia jednostki.

Rozwój osobowości według Carla Junga

Rozwój osobowości według Cormana (stopień intensywności koloru odzwierciedla stopień ekspansywności)

| Pytanie                                | Nazwa okresu (wiek)               | Opis kryzysu | Rozwiązanie pozytywne                                       | Rozwiązanie negatywne                                                      |
| -------------------------------------- | --------------------------------- | --- | ----------------------------------------------------------- | -------------------------------------------------------------------------- |
| 1. Zaufanie czy nieufność?             | Sensoryczno-kinestetyczny (1 rok) | Zależnie od jakości otrzymywanej opieki, harmonijności życia rodziny, dziecko uczy się odpowiedniego zachowania. | Zaufanie otoczeniu                                          | Lęk, nieufność, bojaźń, podejrzliwość                                      |
| 2. Autonomia czy zwątpienie?           | Analno-urateralny (2 i 3)         | Zależnie od możliwości badania otoczenia, danego dziecku, odpowiednio reaguje ono widząc zachęcanie bądź kategoryczny zakaz.                                                                                         | Poczucie autokontroli, własnej adekwatności oraz autonomii. | Nieśmiałość i zwątpienie we własne możliwości                              |
| 3. Inicjatywa czy poczucie winy?       | Infantylno-genitalny (4 i 5)      | Zależnie od reakcji na inicjatywę ruchową i intelektualną dziecko wprowadza w życie zachętę lub wyśmianie. | Samodzielność, przedsiębiorczość, duma                      | Poczucie wstydu, winy, przekonanie o własnej niezdarności                  |
| 4. Pracowitość czy poczucie niższości? | Latencja (6-11)                   | Instynkt racjonalności, każe dziecku dopatrywać się porządku, prawidłowości, możliwości organizacji. Reakcja jest zależna od stanowiska rodziców: entuzjastycznego przyjęcia lub kategorycznego odrzucenia wysiłków. | Porządkowanie własnego świata, pilność.                     | Poczucie niższości.                                                        |
| 5. Tożsamość czy zróżnicowanie?        | Dojrzewanie (12-18)               | Zdolność postrzegania sytuacji z różnych punktów widzenia może spowodować rozszczepienie, lub integracje własnej tożsamości                                                                                          | Poczucie tożsamości jako autonomicznej                      | Rozszczepienie tożsamości, lub przybranie roli społecznie nieakceptowanej. |
| 6. Intymność czy izolacja?             | Genitalny (dojrzała młodość)      | Usilne dążenie do kontaktu z innymi ludźmi prowadzi, w zależności od zdobytych doświadczeń, do odpowiedniej postawy życiowej                                                                                         | Intymność - poczucie bliskiego związku z innymi ludźmi.     | Izolacja i brak bliskich stosunków personalnych                            |
| 7. Wielkoduszność czy egocentryzm?     | Dojrzałość                        | W zależności od doświadczeń życiowych człowiek może swoją uwagę objąć szersze pole, bądź zawęzić je do samego siebie.                                                                                                | Poczucie odpowiedzialności za rodzinę, społeczeństwo.       | Zainteresowania materialistyczne                                           |
| 8. Spełnienie czy rozpacz?             | Wiek starczy                      | W zależności od jakości własnego życia człowiek przybiera odpowiednią pozę u jego schyłku. | Zadowolenie z siebie                                        | Rozpacz                                                                    |

#### Rozwój jako gra stałych tendencji
Według Carla Junga osobowość kształtuje się nie tyle w zdeterminowanych procesach, ile w grze stałych tendencji jakimi są intro- i ekstrawersja. A więc w pierwszym okresie dziecko jest w okresie zabaw symbolicznych, umiłowania bajek, fantazji, skłonność do przekory. W drugim okresie otwiera się na świat, próbuje go naśladować - a więc buduje realizm, by w trzecim okresie znów zamknąć się w sferze idei, dąży do samodzielności, odseparowania od rodziców.
Podobnie sprawę traktuje L. Corman, z tym że stałymi, determinującymi rozwój są procesy ekspansji i konserwacji (samozachowania). I tak w pierwszym stadium (faza oralna u Freuda) dziecko asymiluje się ze wszystkim co przynosi środowisko - jest to ekspansja bierna. W drugim (faza analna), dziecko próbuje zdobywać otoczenie, a wszelkie "porażki" traktuje impulsywnie. W trzecim stadium (2-3 rok) rozpoczyna się agresywna ekspansja autoerotyczna. W czwartym zaś mamy do czynienia z ekspansją kontrolowaną, gdzie dziecko zostając wystawione na różne przeszkody, musi nauczyć się selekcjonować czerpanie ze świata, poznawać go na miarę własnych możliwości.

### Psychoanaliza kulturowa
Klasyczna psychoanaliza, choć nie ujmowała środowisku społecznemu pewnej roli kreatora osobowości, to za główny motor uznawała dyspozycje fizyczne i psychiczne jednostki. Psychoanaliza kulturowa za taki motor uznaje właśnie szeroko pojęte oddziaływanie społeczne.
K. Horney dostrzegła w relacjach społecznych, łączących dziecko z rodzicami źródło późniejszych trudności, konfliktów i nieadekwatnych oczekiwań (ze względu na iluzje autorstwa rodziców), ale koniec końców, prowadzi do wytworzenia się twardego systemu obronnego. W. Reich wysunął tezę, że osobowość człowieka ma swoje źródło w strachu przed społecznym odrzuceniem.
Myśli te rozwinął E. Fromm, uznając za jedną z najważniejszych potrzeb, potrzebę jedności z innymi ludźmi. Owa potrzeba, konfrontowana jest nieustannym dążeniem do egoizmu i czynności elementarnych.
Można więc przyjąć, że według niego, osobowość jest pewnego rodzaju ukształtowana na matrycy systemów socjokulturowych. Struktura osobowości indywidualnej, oraz osobowości społecznej są ze sobą w ścisłym związku. Dziecko przyswaja sobie cechy, wymagania, specyfikę kultury, wzrastając ze wzorami podsuwanymi mu przez dorosłych.
| Okres                      | Najważniejsze procesy                                                                 |
| -------------------------- | ------------------------------------------------------------------------------------- |
| Niemowlęctwo               | Dostrzeżenie granic i autonomiczności cielesnej                                       |
| Wczesne dzieciństwo        | Dostrzeżenie wymagań kultury, konfrontacja własnych popędów z oczekiwaniami           |
| Późne dzieciństwo          | Próba rezygnacji z popędów na rzecz solidarności z grupą, odkrycie współzawodnictwa   |
| Przedpokwitania (9-12 lat) | Zdolność do intymnych związków, poczucie wartości drugiego człowieka                  |
| Pokwitania                 | Manifestacja problemów seksualnych, na koniec umiejętność tworzenia trwałych związków |
| Dojrzałość                 | Absolutne uspołecznienie, odpowiedzialne wypełnienie ról społecznych.                 |

#### Teoria stosunków interpersonalnych
Do najbardziej rozbudowanych teorii psychoanalizy kulturowej, należy tzw. teoria stosunków interpersonalnych, H. Sullivana. Jego zdaniem istota ludzka jest wytworem relacji społecznych, sił działających między nią a środowiskiem, na którego działanie jest jednocześnie zdana i skazana. Jednocześnie jednostka narażona jest na biologicznie uwarunkowane dążenie do przyjemności. Te dwa motory działań - kulturowy i biologiczny, są zdaniem badacza odpowiedzialne za rozwój osobowości.
Najważniejszym skutkiem tego faktu, jest lęk zrodzony w wyniku bojaźni przed dezaprobatą rodziców, aktywującą się w momencie popełnienia czynu zakazanego. Dezaprobata jednak, ma ważną cechę jaką jest samowiedza - dziecko uświadamia sobie fakt, że to ONO musi siebie kontrolować. Niekiedy nieaprobowane cechy, mają skłonność do "odszczepiania się" przez co jednostka przestaje uznawać je za część siebie, lub ocenia je negatywnie, próbując się pozbyć.

#### Teoria ról społecznych
Najzagorzalsi zwolennicy tej teorii głosili, że osobowość nie jest niczym innym, jak tylko sumą wyuczonych ról społecznych, przydzielanych przez społeczeństwo. Wyznaczona rola, stawia przed jednostką żądania do kategorycznego spełnienia. Wraz z rozwojem fizjologicznym, ról przydziela się coraz więcej, a te ograniczając jednostkę, kreują jej osobowość.
Niektórzy, mniej skrajni, przedstawiciele tej teorii, jak A. Lonton, zwracają uwagę na pewną elastyczność w przyswajaniu roli. Dziecko przyjmuje kulturę w przybliżeniu, nigdy dokładnie - już bardzo wcześnie widać bunt przeciw pewnym jej elementom. Wcielanie modelu skorygowanego jest przyczyną indywidualizacji.

#### Teoria pola
K. Lewin stworzył teorię, która nie tyle skupiała się na czynnikach rozwojowych, co na istocie przemian. Opisuje ona rozwój jako wzrost przestrzeni życiowej - w wyniku interakcji, wzrasta liczba systemów, potrzeb, zachowań. Wraz z poszerzeniem pól "kulturowych" wzrastają też pola "czasowe". Dziecko, początkowo żyjąc chwilą, staje się zdolne w późniejszych okresach swojego życia, do objęcia myślą przeszłości i przyszłości. Staje się zdolne do planowania, rozpamiętywania, posiada myślenie abstrakcyjne. Lewin wyróżnia trzy podstawowe obszary: sferę frontalną, peryferyczną i centralną, zawierającą osobowe "ja". Istotą rozwoju, jest według tego badacza wyodrębnianie się i utrwalanie struktur, oraz wzmacnianie między nimi bariery.

### Teoria motywacji
Wedle tej teorii rozwój osobowości zachodzi na podstawie potrzeb i sposobów ich zaspokajania. Jest to więc znacząca różnica w porównaniu z powyższymi teoriami, albowiem nie kultura i jej wzory stanowią największą i decydującą wartość, ale potrzeby. Klasyczna teoria motywacji jako główny cel wokół którego kręci się wszystko inne ujmuje szukanie przyjemności, zaś unikanie przykrości.
Zdaniem W. McDaugalla mają pewne skłonności zaznaczające się od urodzenia, ale w miarę rozwoju konfrontują je ze światem zewnętrznym - jest to więc walka nieświadomego (w chwili czynu) instynktu z kulturą.
A. Maslow uważa, że potrzeby są aktywne - ciągle się zmieniają, a zaspokojenie tych fundamentalnych, jest jedynie podstawowym warunkiem adaptacji organizmu. Myśl tę rozwinął G. W. Allport, który stwierdził, że nie istnieją motywy wtórne, wszystkie są pierwotne, a rozwój polega na pojawianiu się nowych. Motywy autonomiczne tworzą "ja" jednostki - świadomość i obraz siebie pozwalają na równi z motywami, na skierowanie ku określonym celom.

#### Teoriadezintegracji pozytywnej
Pozytywne znaczenie konfliktów w procesie kształtowania osobowości zauważył Kazimierz Dąbrowski. Według niego, dziecko jest na początku globalnym związkiem przyszłego człowieka. W miarę upływu czasu, wchodzi w okres rozwoju określonych funkcji. Niektóre z nich zaczynają dominować, inne ustępują miejsca. Dziecko przeżywa zatem drogę od pełnej integracji - symbiozy z matką, światem, który przyjmuje bezrefleksyjnie i jednostajnie, do okresu gdy odróżnia siebie, przedmioty, ludzi - zaczyna mieć sympatie i antypatie.